# Charles Abouo
Charles-Noé Abouo (nacido el 4 de noviembre de 1989 en Abiyán) es un jugador de baloncesto marfileño que actualmente se encuentra sin equipo. Con 1,96 metros de altura puede jugar tanto en la posición de escolta como en la de alero. Es internacional absoluto con Costa de Marfil.

## Trayectoria

### High School
Se formó en el Logan High School, situado en Logan, Utah (2004-2007) y en la Brewster Academy, situada en Wolfeboro, Nuevo Hampshire (2007-2008).

#### Logan High School
Con Logan High School ganó 11 títulos regionales en los tres años que estuvo, incluyendo tres elecciones en el mejor quinteto regional y el MVP regional en 2007. Fue elegido en el mejor quinteto del estado durante los tres años. En 2007, fue nominado McDonalds All-America.
En la temporada 2005-2006, promedió 15,6 puntos, 7,7 rebotes y 1,1 tapones, siendo nombrado jugador del año de la Valley. En la temporada 2006-2007, promedió 21,1 puntos, 10,2 rebotes y 3,2 robos, siendo nombrado jugador del año Utah Class 3A por el Deseret Morning News. Es el mayor anotador de la historia de Logan High School, además de poseer el récord de tiros libres de la escuela.

#### Brewster Academy
Ayudó a Brewster Academy a acabar la temporada con el mayor nº de victorias de la historia de la escuela con 31 (finalizaron con un récord de 31-4). Ganó el Maine Central Institute Invitational, el Brewster Invitational y el New Hampton School Invitational. Además también consiguió el campeonato New England Preparatory School Athletic Conference Class A, avanzando a la final-four del campeonato National Prep School (anotó 19 puntos en la derrota de su equipo en semifinales).

### Universidad
Tras graduarse en 2008, asistió a la Universidad de Brigham Young, situada en Provo, Utah, donde cumplió su periplo universitario de cuatro años (2008-2012).

#### BYU
En su primera temporada, su año freshman (2008-2009), jugó 32 partidos con los Cougars con un promedio de 2,9 puntos (42,9 % en triples y 64,3 % en tiros libres) y 1,9 rebotes en 11,1 min. A final de temporada, recibió el premio team Coaches.
Anotó 10 o más puntos en dos ocasiones. Su mejor partido fue contra los Colorado State Rams (11 puntos (máxima de la temporada; incluyendo 2 triples) y 6 rebotes; también máxima de la temporada). Metió 9 puntos en 3 partidos consecutivos (Pepperdine Waves, North Florida Ospreys y Rice Owls).
En su segunda temporada, su año sophomore (2008-2009).

### Profesional
[actualizar]

### Selección nacional
Durante agosto y septiembre de 2023 fue integrante de la selección de Costa de Marfil que participó en el Mundial de 2023 celebrado en Asia, y que finalizó en vigesimoséptimo lugar.